# راكيل غيرا
راكيل غيرا (بالبرتغالية: Raquel Guerra‏) هي مغنية وممثلة برتغالية، ولدت في 11 نوفمبر 1985 في الواس في البرتغال.

## وصلات خارجية
- راكيل غيرا على موقع IMDb (الإنجليزية)
- راكيل غيرا على موقع قاعدة بيانات الفيلم (الإنجليزية)